# Anguillara (torrente)
L'Anguillara è un torrente sito nel territorio del comune di Castiglione del Lago e scorre nelle vicinanze delle frazioni Macchie, Pineta, Carraia e Panicarola. Trattasi dell'immissario artificiale del lago Trasimeno e raccoglie le acque dei torrenti Rio Maggiore, Tresa, Moiano e Maranzano. Il torrente è stato realizzato nel 1958 con un duplice obiettivo: ampliare il bacino del Trasimeno prossimo all'impaludamento e contenere i flussi verso il lago di Chiusi, a rischio esondazione. L'Anguillara ha una portata potenziale di 80 metri cubi al secondo (quantità che può essere raggiunta molto facilmente d'inverno), superiore di 10 volte a quella del torrente emissario che si trova nei pressi di San Savino (Magione).. Oltre all'Anguillara, il lago ha anche due immissari naturali: Paganico e Pescia.

## Storia dell'idrografia della Valle del Tresa
Anticamente il torrente Tresa, originario del colle di Panicale, sfociava nel Lago Trasimeno, al pari del torrente Rio Maggiore proveniente dal colle di Sanfatucchio sul lato opposto della Val di Tresa (pianura compresa tra l’odierna Chiusi Scalo e il Trasimeno); le acque del Trasimeno sfioravano quindi in un grande canale naturale, oggi interrato, che le conduceva fino al fiume Clanis presso Clevisn (nome etrusco di Chiusi) attraverso la Val di Tresa.
Alcuni studiosi hanno ipotizzato che i Romani avessero eseguito un traforo nella sponda del Lago Trasimeno, presso il colle di San Savino, per far fluire le acque del Trasimeno verso il torrente Caina e da lì al Nestore e infine al Tevere, per sfruttare i terreni emersi attorno al Trasimeno. Dopo la caduta dell’impero romano d’occidente si svolsero due guerre gotiche e, con l’arrivo dei Longobardi, sul finire del secolo VI i Bizantini iniziarono a ostruire canali, torrenti e fiumi al confine coi Longobardi, per impedirne l’avanzata grazie a vasti acquitrini artificiali; tuttavia non è noto se la perdita di funzionalità di tale canale, nell’alto medioevo, ove effettivamente realizzato in epoca romana, avvenne per ragioni antropiche o per suo crollo od ostruzione naturale. Verosimilmente tale emissario potrebbe essere non di epoca romana ma tardo medievale. In effetti, all’inizio degli anni venti del secolo XV Braccio da Montone fece realizzare un emissario artificiale (in galleria), tra il Lago Trasimeno (loc. San Savino) e il bacino idrografico del torrente Caina presso Magione. L’acqua del Lago Trasimeno iniziò quindi a fluire in tale emissario artificiale nel mese di febbraio del 1422. Leonardo da Vinci rivela che lo stesso Braccio da Montone fece chiudere un emissario (artificiale) del Trasimeno, che si dirigeva in direzione del torrente Mucchia (nei pressi di Camucia di Cortona), probabilmente realizzato dopo l'allagamento della Val di Chiana provocato dalla diga del Muro Grosso nel secolo XI.
L'emissario artificiale di San Savino costruito da Braccio da Montone, tuttavia, nel corso dei secoli subì spesso ostruzioni e crolli cosicché la sua funzionalità era normalmente compromessa, quantomeno fino ai lavori del secolo XIX quando fu messo finalmente in sicurezza e reso definitivamente funzionale un nuovo emissario, parallelo a quello quattrocentesco, tutt'ora in funzione, caratterizzato dalla collocazione di una diga a ghigliottina al suo ingresso, in località San Savino di Magione.
Nonostante la realizzazione del primo emissario di San Savino, non di rado ostruito o crollato, nel secolo XV le piene del Tresa e del Rio Maggiore causarono notevoli innalzamenti del Lago Trasimeno. Per questo motivo Papa Innocenzo VIII, nel 1490, ordinò la deviazione artificiale del Tresa e del Rio Maggio in direzione di Chiusi, facendo confluire tali torrenti nelle acque esondate del Clanis, cosiddetta “Chiana” formatasi dopo la mastodontica diga teutonica del Muro Grosso presso Olevole-Carnaiola (metà del secolo XI). Pertanto, i corpi idrici di tali due torrenti tornavano a fluire verso Clusium, come avveniva fino al 1422 (previa loro espansione nel Lago Trasimeno).
Nel 1780 fu concluso un trattato tra Stato Pontificio e Granducato di Toscana in forza del quale fu finalmente definita l’idrografia dell’area impaludata di confine, agevolandone la bonifica. In forza di esso le acque del Tresa, che si dirigevano naturalmente verso Sud, lungo l’esondato Clanis, e poi – dopo il Muro Grosso – attraverso il vecchio paleo alveo del Clanis fino a confluire nel Tevere, furono deviate verso l’Arno, in particolare verso le Bozze Chiusine e il Lago di Chiusi. 
Dopo la sistemazione dell’emissario di San Savino (sec. XIX), a causa di un preoccupante abbassamento di quota delle acque del Trasimeno (dovuto all'apertura prolungata della diga di San Savino), negli anni cinquanta del secolo XX fu realizzato il canale artificiale Anguillara che, partendo da Casaltondo (località posta nel comune di Città della Pieve vicino Moiano) si dirigeva verso il Lago Trasimeno. 
Subito dopo, intorno al 1960, i torrenti Tresa, Rio Maggiore, Moiano e Maranzano che affluivano inizialmente al Tevere e, dopo il trattato del 1780, al bacino idrografico dell’Arno, furono collegati al canale Anguillara, per far fluire le loro acque verso il Lago Trasimeno, ovverosia uno dei laghi più antichi d’Italia che necessitava di maggiori corpi idrici per il proprio equilibrio idraulico.
Il sistema idraulico della valle del Tresa e dell’Anguillara è estremamente complesso, basti pensare che ciascuno dei quattro torrenti – Maranzano, Moiano, Rio Maggiore e Tresa – è dotato di chiuse, paratoie, derivazioni e duplici emissari che consentono di deviare alternativamente il flusso delle loro acque verso il Lago di Chiusi o verso il Lago Trasimeno.
Normalmente le acque di tali torrenti fluiscono verso il Lago Trasimeno ma, quando vi sono le piene con acque torbide, queste sono deviate verso il Lago di Chiusi.  
In questo modo la foce dell'Anguillara sul Lago Trasimeno è salvaguardata dall'interramento e inoltre è mitigato il rischio di esondazione del canale Anguillara presso Macchie (Castiglione del Lago), dove tale canale ha scarsissima pendenza. 
Le dighe presso il Rio Maggiore e il Tresa, collocate pressappoco tra Sanfatucchio e Macchie (Castiglione del Lago), dove scorre il canale artificiale Anguillara, rappresentano lo spartiacque tra il bacino idrografico del Tevere e il bacino idrografico dell’Arno.  
Nel bacino idrografico del Tevere, non distante da Macchie (Castiglione del Lago), è stata realizzata una vasca di espansione dell’Anguillara, quindi anche delle acque del Tresa oltre che del Rio Maggiore 
Nel bacino idrografico dell’Arno, nei pressi di Moiano, è stata recentemente realizzata una vasca di espansione delle acque del Tresa che, dopo la ricezione dei torrenti Moiano e Rio Maggiore, si dirige verso il Lago di Chiusi; negli anni ottanta del secolo XX era stato modificato l’ultimo tratto del Tresa, ampliato e racchiuso tra poderosi argini che lo indirizzano direttamente nel Lago di Chiusi, senza decantazione nell’area demaniale di colmata, in sinistra idraulica, la quale oggigiorno riceve soltanto le acque torbide delle piene eccezionali, cioè molto raramente; ciò contribuisce al rapido interramento del Lago di Chiusi.